# Peter Cipollone
Pour les articles homonymes, voir Cipollone.
Peter Cipollone, aussi connu sous le nom de Pete Cipollone, né le 5 février 1971 à Marietta, est un rameur d'aviron américain, occupant la fonction de barreur. Il est le beau-fils de la rameuse Gabriele Kühn.
Il est sacré champion olympique de huit aux Jeux olympiques de 2004 à Athènes.
Il est aussi quadruple champion du monde, double vice-champion du monde et médaillé de bronze de sa discipline. 